# Томса, Владимир Богумилович
Владимир Богумилович Томса (4 августа 1831, Прага — 4 апреля 1895, Прага) — чешский и русский физиолог, ординарный профессор и декан медицинского факультета Императорского университета св. Владимира, действительный статский советник.

## Биография
Родился в Праге. Учился в местной гимназии и Пражском университете, который окончил в 1854 году и где до 1859 года работал и получил степень доктора медицины. В 1859 году переехал в Вену, где до 1865 года работал в физиологической лаборатории К. Ф. В. Людвига. В 1865 году был приглашён в Киевский университет Св. Владимира, где до 1884 года заведовал кафедрой физиологии. Принял российское подданство. Был возведён советом университета в степень доктора медицины и назначен на должность экстраординарного профессора (1865) кафедры физиологии. Ординарный профессор (1867—1884) кафедры физиологии. Заведовал физиологической лабораторией университета и руководил работами соискателей докторских степеней. Декан медицинского факультета (1883—1884).
В 1884 году вернулся в Прагу и работал в Пражском университете в должности ординарного профессора вплоть до своей смерти.
Награды:
- Орден Святого Станислава (Российская империя) 2 степени с императорской короной (1871)
- Орден Святой Анны 2 степени (1874)

Произведён в действительные статские советники (1882).

## Научные работы
Основные научные работы посвящены вопросам физиологии лимфатической системы и лимфообразования, анатомии и физиологии кожи. Владимир Томса — автор десятка научных работ.
- Организовал лабораторию экспериментальной физиологии в КиевГУ и получил начало развитию этого направления в Киеве.